# Tom Poes
Tom Poes is een door Marten Toonder bedacht Nederlands stripfiguur. Tom Poes is een kleine, witte, antropomorfe kater die rechtop loopt en als enige in de strips geen kleding draagt. Tom Poes is  het hoofdpersonage in zowel de ballonstrips van de gelijknamige stripreeks als, naast heer Bommel, in de tekststrips van de Bommelsaga.
Verschillende verhalen van de stripreeks werden vertaald in meer dan 30 talen.

## Herkomst van de naam
De naam van de strip en het hoofdpersonage werd door Toonders echtgenote Phiny Dick gesuggereerd, een uur voordat Marten naar De Telegraaf moest, toen ze thuiskwam met tompoezen. Marten vroeg haar ook de strip te schrijven, maar na zes afleveringen gaf ze de opdracht terug, en zei daarbij: "Het is trouwens jouw verhaal". Tom Poes is volgens Phiny Dick een broertje van haar Miezelientje.

## In de strip
Tom Poes maakte zijn debuut in het eerste verhaal uit de reeks, Tom Poes ontdekt het geheim der blauwe aarde. Dit tekststripverhaal verscheen vanaf 16 maart 1941 in het dagblad De Telegraaf. Aanvankelijk betrof het een kinderstrip voor jeugd vanaf 10 jaar. De eerste zes afleveringen van dit verhaal werden geschreven door Phiny Dick, maar ze zijn van het begin af aan getekend door Toonder zelf.
In het derde verhaal, In de tovertuin (1941), doet het personage Heer Bommel zijn intrede, die hierna samen met Tom Poes het belangrijkste personage in de strip werd. Samen beleven Tom Poes en Heer Bommel allerlei avonturen. Tom Poes is daarbij meestal degene die onder alle omstandigheden zijn verstand weet te blijven gebruiken. Hij weet meestal de juiste oplossing voor een problematische situatie en probeert de goedbedoelende maar ijdele en impulsieve Heer Bommel te behoeden voor al te grote onhandigheden. Het 153e tekststripverhaal, Het griffoen-ei (1976), is het enige in de reeks waarin Tom Poes geen rol speelt.
Tom Poes woont tijdens al zijn avonturen aan de Zandweg, vlak bij het kasteel Bommelstein aan de Distellaan, waar hij regelmatig op bezoek is. Tom Poes is een personage met een sceptische houding. Hij zegt regelmatig "Hm" om aan te geven dat hij iets bedenkelijk vindt. In tegenstelling tot veel andere karakters heeft hij vrijwel geen kenmerkende uitspraken.
Tom Poes is het enige personage in de reeks die meestal geen kleding draagt. 
De inspiratie voor de verhalen is voor een deel afkomstig van de verhalen Van den vos Reynaerde: Tom Poes is afgeleid van Tibaert de kater, en heer Bommel van Bruun, de beer. Ook diverse andere karakters komen in die verhalen voor.
In de loop der jaren is Tom Poes wel veranderd; oorspronkelijk was het een "ruwharige" kater die goed op een kater leek; later werd de tekenstijl moderner en werd het een gladharige kater met onnatuurlijke grote ogen.

## Museum

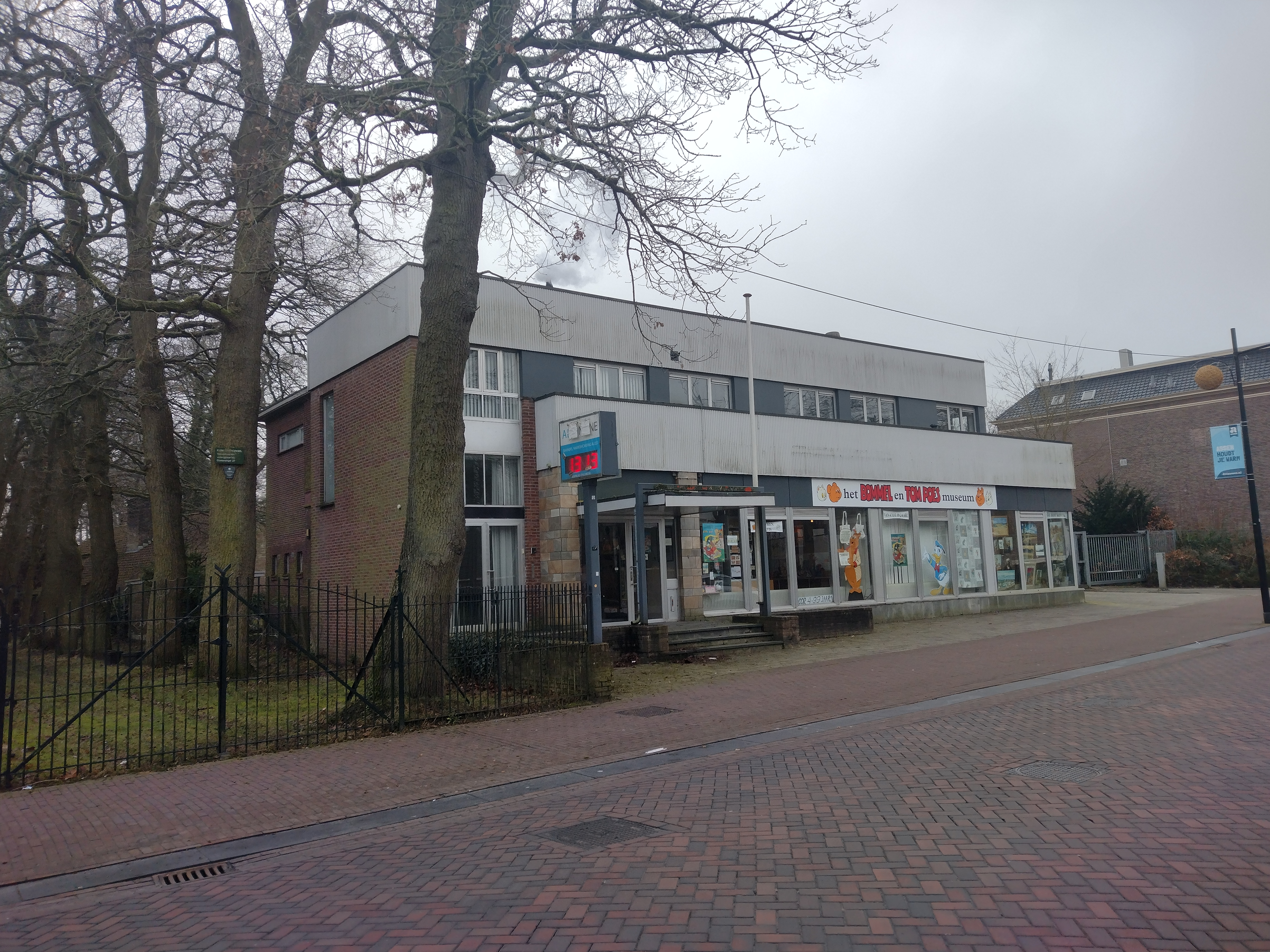
Het museum in Assen

In juli 2022 opende in Assen het Bommel en Tom Poesmuseum.